# Hafen von Gent
Der Hafen von Gent ist der drittgrößte Seehafen Belgiens nach dem Hafen von Antwerpen und dem Hafen von Brügge-Zeebrügge. Er liegt heute im Norden der Stadt Gent am Zeekanal Gent–Terneuzen. Über den Kanaal Gent–Terneuzen verfügt er über einen direkten Zugang zur Nordsee.
Die Größe des in den Niederlanden befindlichen Schleusenkomplexes des Zugangskanals in Terneuzen beschränkt die Größe der Seeschiffe (keine Panamaxgröße), was als Problem betrachtet wird.

## Umschlag
Im Jahr 2015 wurden im Hafen von Gent insgesamt 46,5 Millionen Tonnen Güter umgeschlagen (2014: 47,712 Mio. t), davon 26,4 Mio. t im reinen Seeverkehr (2014: 25,889 Mio. t). 2014 gab es Anläufe von 2.893 Seeschiffen und 14.656 Binnenschiffen, in der Binnenschifffahrt wurden 21.864 Mio. t umgeschlagen. Es werden vor allem Massengüter umgeschlagen, hauptsächlich trockene Schüttgüter wie landwirtschaftliche Erzeugnisse und Eisenerze.

## Industrie
- Schwerindustrie (Hochöfen, Stahlwerk, Walzwerk): ArcelorMittal, spezialisiert auf die Produktion von hochwertigen Stahlblechrollen (coils) für die Automobilindustrie;
- Eisenerz und Steinkohle werden von Übersee angelandet; Eisenerz kommt vor allem aus Brasilien, Steinkohle aus USA, China und Südafrika
- Verdedelte Produkte werden nach Übersee verschifft.
- Pkw- und Lkw-Montage: Volvo Cars Gent und Volvo Trucks[6]
- Papierfabrik: Stora Enso te Langerbrugge
- Chemie: Nilefos (Stand 2009)
- Elektrizitätswerk: Electrabel Rodenhuize

## Betreibergesellschaft
2012/13 wurde die Rechtsform der 'Ghent Port Company' geändert; seitdem ist sie 'limited liability company under public law'. Gesellschafter sind die Stadt Gent, die Gemeinden Evergem und Zelzate und die Provinz Ostflandern.